# Salon international du livre d'Alger
Le Salon international du livre d'Alger (SILA) (en arabe : الصالون الدولي للكتاب بالجزائر), est une manifestation culturelle algérienne consacrée au livre et à l'écrit. Créé en 1996 par le ministère de la Culture, il est organisé chaque année au niveau du palais des expositions des Pins maritimes à Alger.

## Histoire

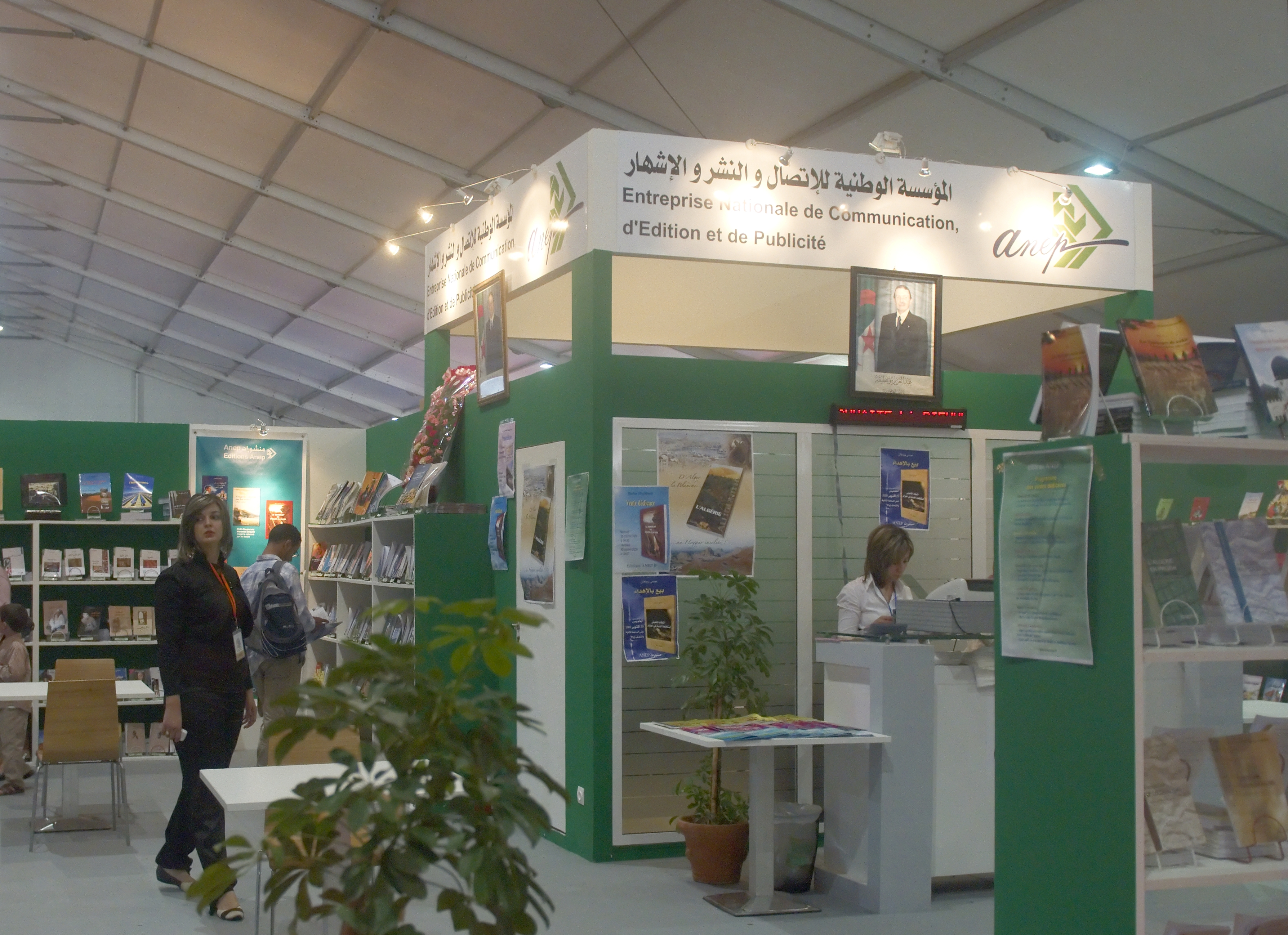
Salon du livre 2009.

Le Salon du livre a connu des formes diverses d'organisation et une évolution contrastée. Son institutionnalisation par le ministère de la Culture en 2009 a permis de lui donner une assise organisationnelle durable ainsi que des moyens.

### Édition 2010
La 15e édition s'est tenue du 27 octobre au 6 novembre 2010 à Alger avec la participation de plus de 400 maisons d'édition d'une trentaine de pays. La Suisse était l'invitée d'honneur. Parmi les participants, on peut citer Henning Mankell, Hamid Grine, Jean Ziegler, Patrick Poivre d'Arvor, Redha Malek, Patrice Nganang, Benjamin Stora, Abdelkader Djemaï, Slim, Pascal Boniface, etc.
Selon Rachid Hadj-Nacer, directeur du livre et de la lecture publique au ministère de la Culture, 400 titres sont interdits car ces ouvrages auraient un lien avec la religion. 
En comparaison avec la précédente édition, celle de 2010, la fréquentation élevée, dépassant 1 200 000 visiteurs avec des pics de 200 000 entrées quotidiennes et une augmentation (environ 30 % par rapport à 2009) de la participation des exposants, ainsi qu’une extension de leurs origines géographiques et de leurs spécialités et un espace accru (20 000 m2 sous chapiteau) et un aménagement des surfaces d’exposition, des voies de circulation et espaces spécialisés.

### Édition 2011
La 16e édition se tient du 21 septembre au 1er octobre 2011. Le Liban est l'invité d'honneur de cette édition. Le nombre de participants s'élève à plus de 500 maisons d'édition dont 145 algériennes et 376 étrangères. Ces derniers sont répartis sur 402 stands sur une surface totale de 24 000 mètres carrés. 

Dix jours durant, les Algériens ont eu l'occasion de découvrir les nouveautés de la rentrée littéraire 2011, d’assister à des conférences, des rencontres-débats ou de rencontrer des auteurs lors des ventes-dédicaces (éditeurs locaux ou étrangers). Smaïn Amziane, commissaire du Sila, déclare à propos du déroulement de ce 16e Salon international du livre d'Alger : « cette année, le chapiteau abritant le Sila 2011 s’étendait sur une superficie de 24 000 m3 : une augmentation de 4 000 m3 par rapport à 2014 ».

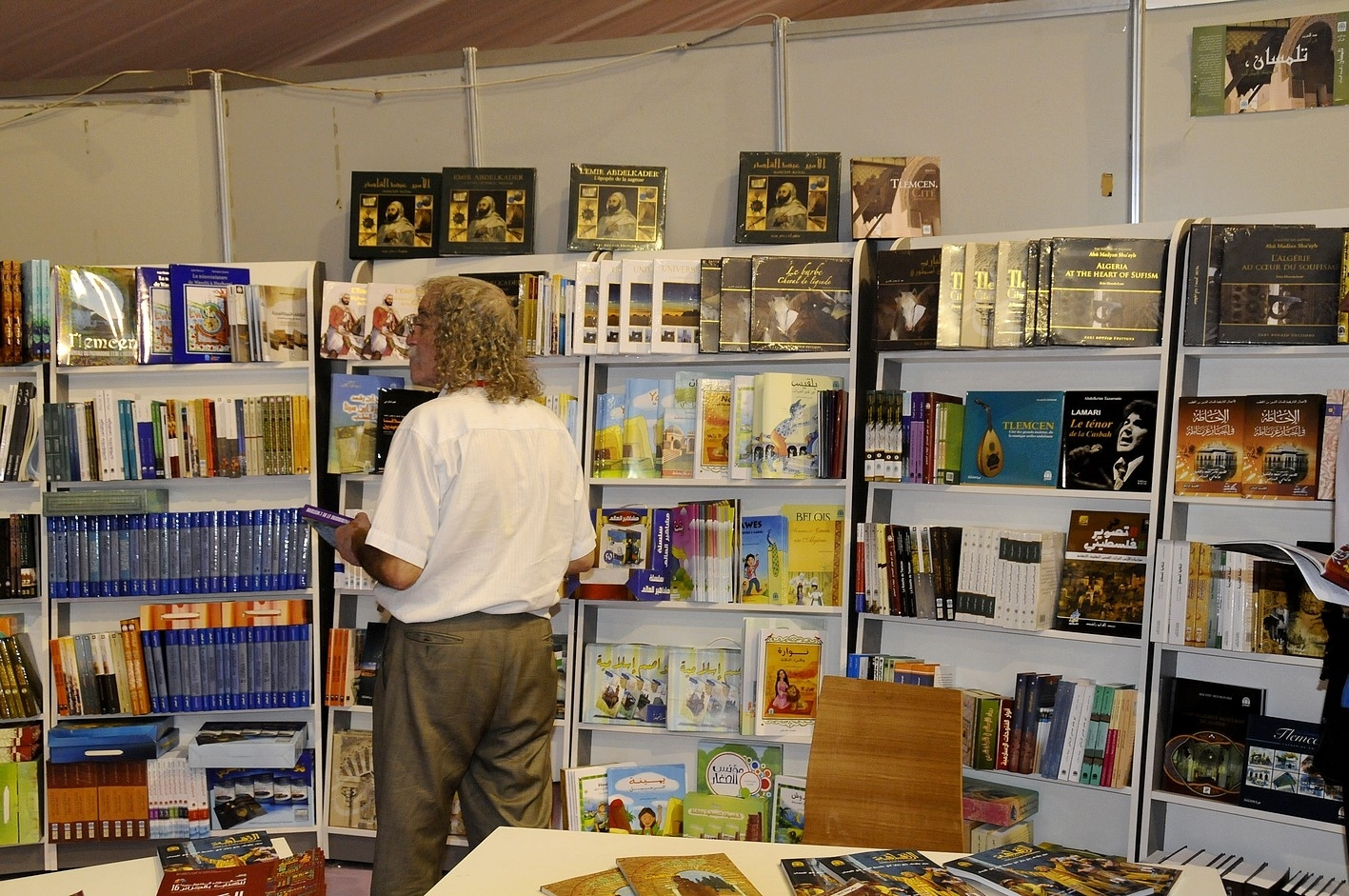
Edition 2011

521 éditeurs étaient présents : 371 étrangers et 150 algériens. L'invité d'honneur est le Liban qui a été présent avec une soixantaine de maisons d’édition. Pour la première fois, la Russie, l'Ukraine, le Pérou et Monaco ont participé.
Dans cette édition plusieurs invités y ont participé à l'instar de Malika Mokeddem, Edgar Morin, Akli Tadjer, Breyten Breytenbach, Anouar Benmalek, Malek Alloula, Dominique Baudis, Maïssa Bey, Joumana Haddad, Arezki Metref, Rachid Boudjedra, Edwy Plenel, Tassadit Yacine, Mohamed Kacimi, Smaïn.

### Édition 2015
Pour la première fois depuis sa création, il y a vingt ans, la France est l'invitée d'honneur du SILA. Bernard Emié, ambassadeur de France en Algérie, signe l'édito du document de présentation du salon. Le budget du salon est de 120 millions de dinars (environ 900 000 euros).

### Édition 2019
Pour cette édition, le budget est revu à la baisse avec 55 millions de dinars (412 000 euros). Il y a eu 1 030 exposants (298 algériens et 323 arabes) et 250 000 titres ont été présentés. L'invité d'honneur est le Sénégal. Cependant le salon affiche une baisse des visiteurs : Mohamed Iguerb, commissaire du SILA, annonce 1 149 527 visiteurs pour cette édition qui se passe dans le contexte particulier de l'Hirak, contre 2,3 millions de personnes en 2018. 
Quelques auteurs présents : Hamidou Sall, Khalil Diallo, Rahmatou Seck Samb, Abdoulaye Racine Senghor, Ibrahim Nasrallah, Olivier Le Cour Grandmaison, Fouad Soufi, Malika Rahal, Jean-Marie Blas de Roblès, Halfdan Freihow ou encore de l'Algéro-Américaine Elaine Mokhtefi.

### Édition 2023
Lors de l'édition 2023, du 25 octobre au 4 novembre 2023, les éditions Koukou sont informées qu'elles sont exclues du Salon en raison de « dépassements constatés dans les publications contraires au règlement du SILA (...) que vous exposez sur votre stand ». Les éditions Koukou dénoncent un « climat d’inquisition », une « violation des procédures légales (et de) la loi fondamentale » et un non respect des « prérogatives de l’autorité judiciaire ». Elles dénoncent également la  « Commission de lecture » dont la  « composition relève du secret d’Etat,  (avec) son triste palmarès  déjà très lourd ».
En octobre 2023, les autorités algériennes refusent d’accorder un visa à l’écrivaine Annie Ernaux qui devait assister au SILA. Selon des observateurs, la décision pourrait être liée à une tribune cosignée en mai par Annie Ernaux, réclamant la libération du journaliste algérien Ihsane El Kadi.

### Édition 2024
La 27e édition se tient du 6 novembre au 16 novembre 2024. Le Qatar est l’invité d’honneur de cette édition.
Dans cette édition du SILA, la maison d’édition française Gallimard est interdite en raison de la présence sur les stands du salon du roman Houris de Kamel Daoud, publié en août 2024. L’ouvrage en question explore la mémoire des traumatismes liés à la décennie noire qui a bouleversé l'Algérie dans les années 1990. Une thématique critique vis-à-vis des politiques de la concorde civile, ce qui explique l’interdiction de la présence des éditions Gallimard, afin de limiter la diffusion d’idées considérées controversées.

## Éditions
| #                                                                  | Année | Date d'ouverture | Date de fermeture | Lieu                                      | Fréquentation |
| ------------------------------------------------------------------ | ----- | ---------------- | ----------------- | ----------------------------------------- | ------------- |
| 1re                                                                | 1996  | 31 octobre       | 10 novembre       | Palais des expositions des Pins maritimes |               |
| 2e                                                                 | 1997  | 31 octobre       | 10 novembre       | Palais des expositions des Pins maritimes |               |
| 3e                                                                 | 1998  | 31 octobre       | 10 novembre       | Palais des expositions des Pins maritimes |               |
| 4e                                                                 | 1999  | 31 octobre       | 10 novembre       | Palais des expositions des Pins maritimes |               |
| 5e                                                                 | 2000  | 31 octobre       | 10 novembre       | Palais des expositions des Pins maritimes |               |
| 6e                                                                 | 2001  | 31 octobre       | 10 novembre       | Palais des expositions des Pins maritimes |               |
| 7e                                                                 | 2002  | 31 octobre       | 10 novembre       | Palais des expositions des Pins maritimes |               |
| 8e                                                                 | 2003  | 31 octobre       | 10 novembre       | Palais des expositions des Pins maritimes |               |
| 9e                                                                 | 2004  | 8 septembre      | 18 septembre      | Palais des expositions des Pins maritimes |               |
| 10e                                                                | 2005  | 21 septembre     | 30 septembre      | Palais des expositions des Pins maritimes |               |
| 11e                                                                | 2006  | 30 octobre       | 10 novembre       | Palais des expositions des Pins maritimes |               |
| 12e                                                                | 2007  | 31 octobre       | 9 novembre        | Palais des expositions des Pins maritimes | 400 000       |
| 13e                                                                | 2008  | 27 octobre       | 5 novembre        | Palais des expositions des Pins maritimes |               |
| 14e                                                                | 2009  | 27 octobre       | 6 novembre        | Complexe olympique Mohamed-Boudiaf        |               |
| 15e                                                                | 2010  | 27 octobre       | 6 novembre        | Complexe olympique Mohamed-Boudiaf        | 1 200 000     |
| 16e                                                                | 2011  | 21 septembre     | 1 octobre         | Complexe olympique Mohamed-Boudiaf        |               |
| 17e                                                                | 2012  | 20 septembre     | 29 septembre      | Palais des expositions des Pins maritimes | 1 350 000     |
| 18e                                                                | 2013  | 31 octobre       | 9 novembre        | Palais des expositions des Pins maritimes | 1 300 000     |
| 19e                                                                | 2014  | 30 octobre       | 8 novembre        | Palais des expositions des Pins maritimes | 1 450 000     |
| 20e                                                                | 2015  | 28 octobre       | 7 novembre        | Palais des expositions des Pins maritimes | 1 472 000     |
| 21e                                                                | 2016  | 26 octobre       | 5 novembre        | Palais des expositions des Pins maritimes | 1 500 000     |
| 22e                                                                | 2017  | 26 octobre       | 4 novembre        | Palais des expositions des Pins maritimes | 1 700 000     |
| 23e                                                                | 2018  | 30 octobre       | 9 novembre        | Palais des expositions des Pins maritimes | 2 200 000     |
| 24e                                                                | 2019  | 30 octobre       | 9 novembre        | Palais des expositions des Pins maritimes | 1 149 527     |
| Non organisé en 2020 et 2021 en raison de la pandémie de Covid-19. |       |                  |                   |                                           |               |
| 25e                                                                | 2022  | 24 mars          | 2 avril           | Palais des expositions des Pins maritimes | 1 500 000     |
| 26e                                                                | 2023  | 25 octobre       | 4 novembre        | Palais des expositions des Pins maritimes | 3 336 550     |
| 27e                                                                | 2024  | 6 novembre       | 16 novembre       | Palais des expositions des Pins maritimes | 4 000 000     |

## Participants célèbres
Les éditions du salon ont connu la participation de personnalités célèbres: 
- Ahlam Mosteghanemi (2003, 2009, 2013, 2016, 2017)
- Boualem Sansal (2005)
- Patrick Poivre d'Arvor (2010, 2019)
- Benjamin Stora (2010)
- Pascal Boniface (2010)
- Edgar Morin (2011)
- Maïssa Bey (2011, 2018)
- Rachid Boudjedra (2011)
- Edwy Plenel (2011)
- Smaïn (2011)
- Yasmina Khadra (2011, 2012, 2013, 2014)
- Kamel Daoud (2015, 2016)
- Kaouther Adimi (2017)
- Adlène Meddi (2018)
- Alice Schwarzer (2018)
- Costa Gavras (2018)
- David Foenkinos (2018)
- Mo Yan (2018)
- Pierre Pouchairet (2018)
- Amin Zaoui (2019)
- Daniel H. Wilson (2019)
- Malika Rahal (2019)
- Elaine Mokhtefi (2019)
- Olivier Le Cour Grandmaison (2019)
- Riccardo Nicolai (2022)[28]
- Ousama Muslim (2024)[29]